# 張振聲 (台灣)
張振聲（1980年8月2日—），是一名臺灣學生，就讀臺灣大學期間在校園內打籃球時因不明原因昏迷，急救後仍未脫離持續性植物狀態。事件發生後引起校方與家屬間的爭執。父親張文政一方面透過批踢踢BBS和大眾媒體大肆抗議校方處理不當，另一方面架設網站與相簿展示張振聲陷入昏迷後的樣貌，使其成為臺灣網路文化中最具知名度的病患之一。

## 生平
張振聲1999年自國立臺中第一高級中學畢業，考入國立臺灣大學土木工程系。父親張文政為逢甲大學機械與電腦輔助工程學系教授，母親名為林素月。
2000年3月21日下午兩點四十分左右，張振聲與同學在校園前門附近的籃球場打球時，突然昏迷倒地。同學立即通報附近的體育老師，老師則請同學通報校內健康中心。健康中心派救護車與護士看診時，發現張振聲似乎已無呼吸與脈搏後，通報校內醫生前來治療，在場同學則撥打119。張振聲被送至臺大醫院急救後，已陷入重度昏迷。他從未脫離持續性植物狀態，並仰賴家人在臺中市家中全天照顧。
張文政調查發現學校紀錄送醫時間晚了25分鐘，消防局紀錄晚了33分鐘，兩邊紀錄不同，但都明顯延誤。

## 糾紛及訴訟
該事件之後，父親張文政對臺灣大學校方處理大感不滿，並提出多項疑點指出校方處理不當。下列是張文政提出的疑點大綱：
- 健康中心處理不當，一開始僅派護士前來診療，卻未動用駐校醫師前來急救。
- 校方和台北市消防局皆未啟動雙軌制到院前緊急救護，而是派裝備不齊的救護車前來。
- 校方在籃球場外架設的圍欄延誤救護時間。
- 救護車不由籃球場旁的側門離開，而是由數十公尺外的正門走出校門。
- 救護車不將張振聲送往學校附近的三軍總醫院汀州院區（只有150公尺），而是送往四公里外的臺大醫院急救。

但在國賠案一審，民國94年08月23日臺灣臺北地方法院91年重國字第3號民事判決，王貞秀法官以以下理由判決張文政敗訴：
- 救護紀錄表並非當場紀錄，而是事後在台大急診室補登，且救護紀錄表記載之時間僅為約略之時間（就是憑印象）因此法官採認台大急診室所做之病歷記錄。
- 法官認為籃球場設置之鐵絲網及鐵門有其必要性，且鐵門雖然上鎖，但可以用人力直接移開，周邊設置之路障也設有替代道路可通行，故無法以此遽認該設置管理有欠缺與張振聲成為植物人有直接關連。
- 依台灣急診醫學會引用國外文獻之鑑定，即使張振聲直接送至三總，也早已超過急救黃金時間，其存活率僅剩2-5%故路障與張振聲成為植物人無直接關連。
- 台大的救護車並不屬於「雙軌制緊急救護醫療系統」所管轄，故無所謂責任醫域及應送責任醫院之規定，且台大醫院設有全國唯一可取代心臟功能之體外循環機，可提升張振聲之存活率，且雙軌制系統為消防局派遣中心方可啟動，跟台大校醫毫無關連。

另外，張文政也對事後臺大校方未給予任何賠償感到憤怒，認為臺灣大學救護過程延誤過失之多，卻僅僅給予書面上的歉意，並於2003年10月正式給予張無限期延長學籍文件外，而不曾提供任何實際上的協助與賠償，即與該事件完全撇清關係，顯然不負責任且藐視學生安危。2004年7月27日張文政當眾撕毀延長學籍之文件 。
2005年張文政曾向法院申訴請求國賠1700多萬生活費，但於2005年8月23日被駁回，理由是台大籃球場和道路設計沒問題，校長等也沒有疏失。
2010年5月12日下午兩點十九分由PTT FCU_TALK板傳出張文政小中風，但無大礙。
2013年2月28日中央社報道，台大承諾每年從急難救助金撥出新台幣40萬元對張振聲協助長期照護，直至其逝世為止。

### 網路抗爭行動
張振聲昏迷之後，校方不理睬的態度除了讓張振聲家屬感到不滿外，亦因為對司法失去信心，讓張振聲之父張文政展開一系列抗爭活動：一方面在2001年4月架設網站發表抗議文章外，自2004年起開始在批踢踢以及不良牛牧場等校園BBS大量發布標題聳動的文章表達對校方與司法的不滿。

## 外部連結
- 張文政網站 （页面存档备份，存于）
- 民國 94 年 08 月 23 日臺灣臺北地方法院 91 年重國字第 3 號民事判決[]
- 《中時晚報》相關報導 （页面存档备份，存于）
- TVBS相關報導1 （页面存档备份，存于）、2 （页面存档备份，存于）、3 （页面存档备份，存于）、4 （页面存档备份，存于）
- 批踢踢ptthistory版相關介紹 （页面存档备份，存于）